# Pirgovo
Pirgovo (Bulgaars: Пиргово) is een dorp in het noorden van Bulgarije. Het dorp is gelegen in de gemeente Ivanovo in de oblast Roese. Het dorp ligt 15 km ten zuidwesten van Roese en 235 km ten noordoosten van Sofia.

## Bevolking
Op 31 december 2019 telde het dorp 1.254 inwoners, een daling vergeleken met het maximum 3.624 personen in 1946.
| Bevolkingsontwikkeling tussen 1934 en 2019          |
| --------------------------------------------------- |
|                                                     |
| Bron: Nationaal Statistisch Instituut van Bulgarije |

Het dorp heeft een overwegend Bulgaarse bevolking.
| Etnische samenstelling van de respondenten (2011) | Etnische samenstelling van de respondenten (2011) | Etnische samenstelling van de respondenten (2011) | Etnische samenstelling van de respondenten (2011) | Etnische samenstelling van de respondenten (2011) |
| ------------------------------------------------- | ------------------------------------------------- | ------------------------------------------------- | ------------------------------------------------- | ------------------------------------------------- |
|                                                   |                                                   |                                                   |                                                   |                                                   |
| Bulgaren                                          | Bulgaren                                          |                                                   | 99,7%                                             | 99,7%                                             |
| Turken                                            | Turken                                            |                                                   | 0,0%                                              | 0,0%                                              |
| Roma                                              | Roma                                              |                                                   | 0,0%                                              | 0,0%                                              |
| Anders/Onbekend                                   | Anders/Onbekend                                   |                                                   | 0,3%                                              | 0,3%                                              |